# Causa Ford por delitos de lesa humanidad en Argentina

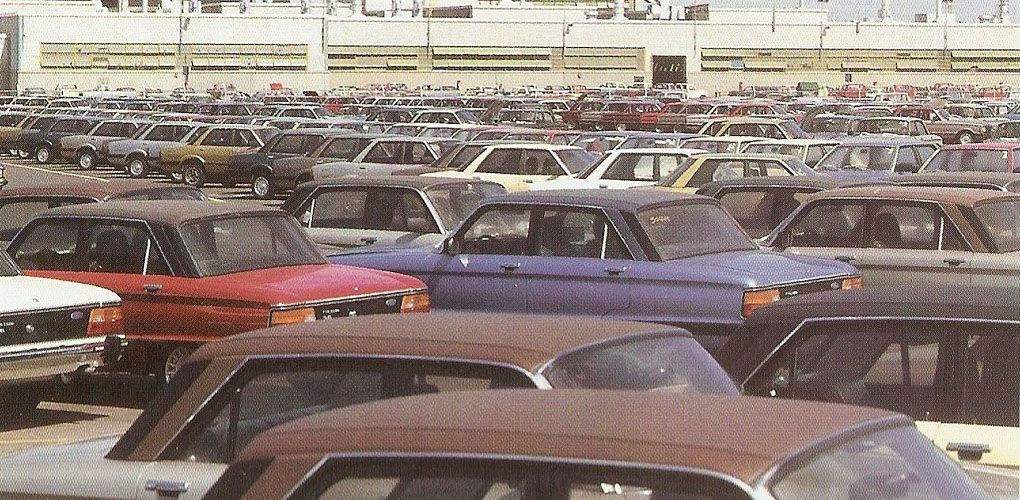
Planta de la empresa estadounidense Ford en General Pacheco. Allí funcionó un centro de torturas y fueron cometidos delitos de lesa humanidad durante la última dictadura militar, con participación de los empresarios que dirigían la fábrica.

La Causa Ford por delitos de lesa humanidad en Argentina es una investigación judicial y juicio por crímenes de lesa humanidad cometidos contra trabajadores de la empresa transnacional de origen estadounidense Ford Motor Company, en su planta de General Pacheco (Gran Buenos Aires), en Argentina, en el marco del terrorismo de Estado impuesto por la última dictadura cívico-militar (1976-1983). El juicio se inició el 19 de diciembre de 2017 ante el Tribunal Oral en lo Criminal Federal N°1 de San Martín, integrado inicialmente por Mario Gambacorta, Osvaldo Facciano y Diego Barroetaveña; este último reemplazado durante el juicio por Eugenio Martínez Ferrero. Las víctimas fueron 24 trabajadores, en su mayoría delegados gremiales de la comisión interna de la fábrica. Los acusados son el exgerente de Manufactura de Ford, Pedro Müller, el exjefe de Seguridad de Ford, Héctor Francisco Sibilla y el exjefe del Cuerpo IV del Ejército, Santiago Omar Riveros.

## Hechos
Hacia 1976 la Ford poseía una importante planta de producción de automotores en el área fabril que circunda a Buenos Aires, en la localidad de General Pacheco, provincia de Buenos Aires, donde trabajaban alrededor de 7500 obreros y existían tres comisiones interna de delegados afiliados al Sindicato de Mecánicos y Afines del Transporte Automotor (SMATA). Aunque ya desde antes del Golpe había presencia de fuerzas militares en la fábrica. 
El 24 de marzo de 1976 se produjo un golpe de Estado que instaló una dictadura cívico-militar, con apoyo de Estados Unidos, que aplicó una política represiva de terrorismo de Estado y genocidio. Ese mismo día fueron secuestrados de sus puestos de trabajo en el interior de la fábrica de Ford, Jorge Enrique Constanzo, Marcelino Víctor Reposi, Luciano Bocco y Luis María Degiusti, quienes fueron llevados inicialmente al quincho del centro recreativo del establecimiento fabril, donde fueron interrogados y torturados.
El día 25 de marzo de 1976 los directivos de la empresa se reunieron con el cuerpo de delegados que se encontraba en la planta de Estampado, representando a Ford Pérez (representante laboral), Marcos (gerente de planta de estampado) y Galarraga (Gerente de Relaciones Laborales), y por la parte obrera, entre otros, Murúa (delegado de Línea de Prensa), Sánchez (delegado de subarmado) y Amoroso. En esa reunión, el gerente de relaciones industriales, Guillermo Galárraga, leyó un papel que dijo que había recibido por parte de un coronel al cual se negó a identificar, porque ‘su palabra bastaba’, para exhortarles a trabajar en sus tareas olvidándose de todo tipo de reclamos y, manifestó, que todo problema se había acabado. Luego Galárraga le dijo al delegado Juan Carlos Amoroso: "Amoroso, déle saludos a Camps", provocando las carcajadas de los otros empresarios. Por no conocerlo, el delegado preguntó quién era ese señor, le dijo “ya se va a enterar”, en un tono amenazante. Se refería a Ramón Camps, organizador de los centros clandestinos de detención y tortura en la provincia de Buenos Aires.
A partir de esta reunión se empiezan a producir nuevas detenciones de trabajadores de Ford que se encontraban en una lista. En estos hechos participaron  empresarios y militares. 

En el primer juicio oral y público se incluyeron 24 casos de trabajadores de Ford, víctimas de delitos de lesa humanidad. 
1. Pastor José Murúa,
2. Juan Carlos Ballesteros,
3. Adolfo Omar Sánchez,
4. Rubén Manzano,
5. Juan Carlos Amoroso,
6. Enrique Chitarroni,
7. Roberto Cantello,
8. Carlos Rosendo Gareis,
9. Hugo Adolfo Núñez,
10. Pedro Norberto Troiani,
11. Juan Carlos Conti,
12. Vicente Ismael Portillo,
13. Carlos Alberto Propato,
14. Rubén Traverso,
15. Fernando Mario Groisman,
16. Ricardo Ávalos,
17. Héctor Subarán,
18. Eduardo Norberto Pulega,
19. Mirco Robledo,
20. Alberto Luis Caballero,
21. Osvaldo Tomás Ariosti,
22. Carlos Martín Lobato,
23. Roberto Carlos Bonetti,
24. Ricardo Luis Cuello,
25. Walter Kenneth Fleury (D)
26. Claudia Julia Fita Miller, (D)
27. Selma Julia Ocampo,
28. Jorge Antonio Leonetti,
29. Carlos José Fateche,
30. Victorio Derganz,
31. Hugo Alberto Castro,
32. Ricardo Luis Cagnoni,
33. Juan Aristóbulo Hidalgo, (D)
34. Elba Inés Fresno Bustos de Hidalgo, (D)
35. Félix Lucero, (D)
36. Hugo Alberto Castro Santoro (D)
37. Ana Rubel. (D)

De las 37 víctimas de las que hay datos, 24 eran trabajadores y delegados. Cuatro eran mujeres y una de ellas, Ana Rubel, estaba embarazada. Todos fueron torturados, algunos de ellos en la fábrica y detenidos-desaparecidos. Intervinieron en los operativos las comisarías de Ingeniero Maschwitz y Tigre, donde estuvieron detenidos. Ocho no volvieron a aparecer: Hugo Santoro, Ana Rubel, Walter Fleury, Claudia Miller, Juan Hidalgo, Elba Fresno Bustos de Hidalgo, Ricardo Cagnoni y Félix Lucero.
Una multiplicidad de evidencias y testimonios dieron a conocer que la empresa Ford se involucró directamente en la represión. En la fábrica se montó un centro clandestino de detención en el quincho del campo de deportes. La empresa le entregó a las Fuerzas Armadas una lista de trabajadores y trabajadoras para que sean detenidas. Entregaron también los legajos personales y fotografías. Muchos de los secuestros se realizaron dentro de la planta de Pacheco. La empresa aportó las camionetas F100 usadas por las fuerzas represivas en los secuestros y pagaron la alimentación de los grupos de tareas militares.

## Juicio
El 19 de diciembre de 2017 se inició el juicio contra exdirectivos de Ford y un exmilitar ante el Tribunal Oral en lo Criminal Federal N°1 de San Martín, integrado por Mario Gambacorta, Osvaldo Facciano y Diego Barroetaveña, este último reemplazado durante el juicio por Eugenio Martínez Ferrero. 
Las víctimas fueron 24 militantes sindicales empleados de Ford, que en 18 casos fueron secuestrados y torturados dentro de la empresa. Doce de las veinticuatro víctimas llegaron con vida al juicio.

### Acusados en el juicio
Tres de los acusados murieron antes de empezar el juicio: 
- Juan María Nicolás Enrique Julián  Courard, presidente de la compañía Ford Motor Argentina;
- Guillermo Galarraga, gerente de Relaciones laborales;
- Antonio Francisco Molinari, militar exdirector de la Escuela de Ingenieros de Campo de Mayo.

En el primer juicio fueron acusados tres varones: 
- Pedro Müller, exgerente de Manufactura de Ford;
- Héctor Francisco Sibilla, exjefe de Seguridad de Ford;
- Santiago Omar Riveros, exjefe del Cuerpo IV del Ejército.

### Alegatos
El 13 de noviembre de 2018 comenzó la etapa de alegatos (análisis y conclusiones de cada parte sobre las pruebas presentadas). 
El Ministerio Público Fiscal y las tres querellas coincidieron en el pedido de penas: 25 años de prisión para los acusados, la máxima prevista para los casos de privación ilegítima de la libertad y tormentos agravados.

### Sentencia
El 11 de diciembre de 2018, el TOF 1 de San Martín dio a conocer la sentencia y condenó a Pedro Müller a 10 años de prisión y a Héctor Sibila a 12 años, por los secuestros y torturas a los trabajadores. Santiago Omar Riveros fue condenado a 15 años de prisión. Fue la primera vez que la justicia argentina condenó a directivos de una empresa transnacional no solamente por ser cómplices de la dictadura cívico-militar sino también como partícipes necesarios de los crímenes del terrorismo de Estado. En su veredicto, el TOF por unanimidad consideró que se trató de delitos de lesa humanidad.